# Полесская наступательная операция
Полесская наступательная операция — наступательная операция Красной Армии против немецких войск во время Великой Отечественной войны. Проводилась с 15 марта по 5 апреля 1944 года войсками 2-го Белорусского фронта с целью разгрома ковельской группировки противника. Часть Днепровско-Карпатской стратегической наступательной операции.

## Обстановка
В начале марта 1944 года Красная Армия возобновила наступление на Правобережной Украине против войск группы армий «Юг». Чтобы не допустить оказания помощи группой армий «Центр» своему южному соседу, Ставкой Верховного Главнокомандования было принято решение нанести удар в направлении Ковель и Брест в стык группам армий «Центр» и «Юг». Проведению операции способствовал успех, достигнутый войсками 1-го Украинского фронта в Ровно-Луцкой наступательной операции. Поскольку ковельское направление считалось самостоятельным, было принято решение образовать здесь отдельный фронт. Директивой Ставки ВГК от 17 февраля 1944 года в состав нового фронта, получившего название «2-й Белорусский», были включены три общевойсковых и одна воздушная армии.

## План операции
4 марта новому фронту была поставлена следующая задача:

1. Подготовить наступательную операцию фронта, имея направление главного удара на Ковель.
Ближайшая задача овладеть рубежом Любешов, Камень-Каширский, Ковель.
В дальнейшем наступать с задачей овладеть Брест и выйти на р. Зап. Буг на участке Брест, Городло (последний пункт исключительно). Одновременно правым крылом фронта выйти на линию р. Припять и занять Туров, Давид-Городок, Рубель, Столин. 

2. Наступление начать 12-15.3, не ожидая полного сосредоточения всех войск фронта

6 марта Военный совет фронта представил в Ставку план операции, который предусматривал нанесение главного удара силами 47-й армии путём двойного обхода Ковеля с севера и юга. 70-я армия должна была наступать в направлении Камень-Каширский, перерезать шоссе Брест — Ковель, и тем самым не допустить удара противника с направления Кобрин, Брест. Перед 61-й армией ставилась задача очистить от противника южный берег реки Припять. На следующий день план был утверждён Ставкой.

## Состав и силы сторон

### РККА
2-й Белорусский фронт (командующий генерал-полковник Курочкин П. А., начальник штаба генерал-лейтенант Колпакчи В. Я.) в составе:
- 47-я армия (генерал-лейтенант Поленов В. С.)
- 70-я армия (генерал-лейтенант Николаев И. Ф., с 28 марта генерал-майор Рыжов А. И.)
- 61-я армия (генерал-лейтенант Белов П. А.)
- 6-я воздушная армия (генерал-лейтенант авиации Полынин Ф. П.)

Всего: 25 дивизий, 181 самолёт.

### Вермахт
2-я полевая армия (генерал пехоты В. Вайс) из группы армий «Центр»:
- 7-я пехотная дивизия
- группа «Хашге»
- группа «Агрикола»

Часть сил 4-й танковой армии (генерал-полковник Э. Раус) из группы армий «Юг»
- 213-я охранная дивизия
- танковая дивизия СС «Викинг»
- группа СС под командованием Билле
- группа «Гоуф»

В ближайшем тылу располагались 1-я, 9-я, 12-я, 19-я и 23-я венгерские дивизии.
Часть сил 10-го воздушного флота (410 самолётов).

## Подготовка операции
В первой половине марта в ходе подготовки к предстоящей операции советские войска захватывали плацдармы на западном берегу реки Стоход и вели частные бои за улучшение своих позиций. Крайне сжатые сроки, выделенные для подготовки удара, весенняя распутица и неразвитость сети дорог не позволили 2-му Белорусскому фронту полностью сосредоточить войска. К началу операции из 25 дивизий были развёрнуты только 13. Из состава 6-й воздушной армии к 18 марта успели перебазироваться 18 Ил-2, 14 Як-9, 5 Пе-2 и 85 По-2. По сути, намеченная для операции группировка войск смогла сосредоточиться только к её завершению: к началу операции в наличии имелись 149 400 бойцов, 3039 орудий, 120 танков, 122 самолёта; к завершению операции, несмотря на понесённые потери, войска фронта насчитывали 197 400 человек, 4142 орудия, 191 танк, 181 самолёт.
Впрочем, наращивание войск не помогло — новые части подходили разновременно и вступали в бой также разобщённо.

## Ход боевых действий
15 марта войска 47-й и 70-й армий имеющимися силами перешли в наступление. На следующий день нанесла удар 61-я армия. Несмотря на чрезвычайные трудности при наступлении в лесистой и болотистой местности в условиях весенней распутицы, к 18 марта войскам 47-й армии удалось продвинуться на 30-40 километров и окружить Ковель. 70-я армия к 20 марта преодолела 60 километров. Хорошо понимая опасность, которую представляла советская группировка выходящая во фланг и тыл группы армий «Центр», немецкое командование стало принимать ответные меры. На угрожаемое направление были переброшены одна танковая, семь пехотных дивизий. Кроме того для улучшения управления войсками на ковельском направлении, 28 марта часть войск 4-й танковой армии были переданы во 2-ю полевую армию, а разграничительная линия между группами армий «Юг» и «Центр» была перенесена южнее.
Командующий 2-м Белорусским фронтом допустил две существенные ошибки — промедлил с штурмом Ковеля, полагая его гарнизон находящимся в панике, и не создал сильного внешнего фронта окружения.
Перебросив на ковельское направление дополнительные силы, немецкое командование с 23 марта стало наносить контрудары с целью деблокирования окружённого гарнизона Ковеля. В результате десяти дней ожесточённых боёв и ценой больших потерь немецким войскам удалось прорвать кольцо окружения и оттеснить соединения 47-й и 70-й армий. По указанию Ставки на фронт прибыл командующий 1-м Белорусским фронтом К. К. Рокоссовский, высказавший мнение о нецелесообразности дальнейшего развития операции. К 5 апреля линия фронта стабилизировалась на рубеже восточнее городов Ковель и Ратно.
На правом крыле фронта, войска 61-й армии за 10 суток боёв сумели продвинуться на 4—8 километров и очистить от противника южный берег Припяти к востоку от Столина.
По окончании операции 2-й Белорусский фронт был упразднён, а его войска переданы в состав 1-го Белорусского фронта.

## Потери
В ходе сражения 2-й Белорусский фронт потерял 11 132 человек, из них 2 761 безвозвратно. Потери немецкой стороны советское командование оценило в 10000 убитыми и пленными, до 100 орудий и миномётов, 50 танков, 36 самолётов.

## Итоги
В результате операции фактически была решена только ближайшая задача наступления, а именно выход на рубеж Любешов, Камень-Каширский, Ковель. Противнику удалось сохранить в своих руках практически все крупные населённые пункты в полосе действий фронта.
Основные причины не полного успеха: не вызванные необходимостью крайне сжатые сроки на подготовку, не принятие во внимание трудностей сосредоточения выделенных для операции войск из-за плохих путей сообщения, некомплект выделенных дивизий (в среднем составлял 40 %), неудачное решение командующего фронтом (не было создано ударной группировки, каждая армия прорывала немецкий фронт самостоятельно на весьма широкой полосе, слабая разведка противника, не было достаточной оперативности в управлении войсками, при проведении операции командующий стремился к выполнению изначального плана операции без учёта меняющейся обстановки).
Тем не менее, оттянув на себя значительные силы немецких войск с других участков фронта (до 8 дивизий), 2-й Белорусский фронт способствовал успешному наступлению на других направлениях, в частности удару 1-го Украинского фронта на Черновцы.